# Aéroport de Yuncheng Guangong
L'aéroport de Yuncheng Guangong (运城关公机场) (code IATA : YCU • code OACI : ZBYC) est un aéroport desservant la ville de Yuncheng dans la province de Shanxi, en Chine. Il est situé dans le village de Zhangxiao, à onze kilomètres au nord-est du centre-ville, et est communément appelé Aéroport de Yuncheng Zhangxiao (运城张孝机场). Son nom officiel fait référence à Guan Gong, un héros chinois originaire de Yuncheng. En 2010, l'aéroport de Yuncheng a accueilli plus de 600 000 passagers, faisant de lui le 62e aéroport le plus fréquenté de Chine.

## Histoire
L'aéroport a ouvert en février 2005 et a été étendu de mai 2007 à août 2008, pour un investissement total de 350 millions de yuan. Le 9 mai 2012, un nouveau terminal de 25 000 m² est inauguré, dix fois plus grand que le terminal d'origine.

## Installations
L'aéroport de Yuncheng dispose d'une piste de 3 000 mètres de long et 60 de large (classe 4D), et d'un tarmac de 7 places. Son terminal est capable d'accueillir 1,2 million de passagers à l'année et 8000 tonnes de fret, avec une capacité de 875 passagers par heure.

## Compagnies aériennes et destinations
| Compagnies              | Destinations |
| ----------------------- | --- |
| Air China               | Pékin-Capitale, Chengdu-Shuangliu, Chongqing-Jiangbei, Canton-Baiyun, Hangzhou-Xiaoshan, Kunming-Changshui, Tianjin Binhai, Ürümqi-Diwopu En saison : Hong Kong |
| China Eastern Airlines  | Shanghai-Pudong, Hohhot, Wenzhou-Longwan, |
| China Southern Airlines | Changsha, Haikou, Harbin Taiping, Sanya-Phénix |
| Joy Air                 | Hefei, Zhengzhou |
| Shanghai Airlines       | Shanghai-Pudong |
| Shenzhen Airlines       | Bangkok-Suvarnabhumi, Nankin, Shenzhen-Bao'an |
| XiamenAir               | Nankin, Xiamen-Gaoqi |

Édité le 03/02/2018